# Weinbach
Weinbach település Németországban, Hessen tartományban. Lakosainak száma 4261 fő (2023. december 31.).

## Népesség
A település népességének változása:
| Lakosok száma | 4429 | 4354 | 4336 | 4275 | 4233 | 4261 |
|               | 2014 | 2017 | 2019 | 2021 | 2022 | 2023 |